# Simon Schoch
Simon Schoch (Winterthur, 7 de octubre de 1978) es un deportista suizo que compitió en snowboard, especialista en las pruebas de eslalon paralelo. Su hermano Philipp también compitió en snowboard.
Participó en cuatro Juegos Olímpicos de Invierno, obteniendo la medalla de plata en Turín 2006, en la prueba de eslalon gigante paralelo, el quinto lugar en Vancouver 2010 y el séptimo en Sochi 2014, en la misma disciplina.
Ganó cuatro medallas en el Campeonato Mundial de Snowboard entre los años 2003 y 2011.

## Medallero internacional
| Juegos Olímpicos   | Juegos Olímpicos      | Juegos Olímpicos  | Juegos Olímpicos         |
| Año                | Lugar                 | Medalla           | Competición              |
| ------------------ | --------------------- | ----------------- | ------------------------ |
| 2006               | Turín (Italia)        | Medalla de oro    | Eslalon gigante paralelo |
| Campeonato Mundial |                       |                   |                          |
| Año                | Lugar                 | Medalla           | Competición              |
| 2003               | Kreischberg (Austria) | Medalla de plata  | Eslalon gigante paralelo |
| 2003               | Kreischberg (Austria) | Medalla de bronce | Eslalon paralelo         |
| 2007               | Arosa (Suiza)         | Medalla de oro    | Eslalon paralelo         |
| 2011               | La Molina (España)    | Medalla de plata  | Eslalon paralelo         |